# Céphale et Procris (Véronèse)
Pour les articles homonymes, voir Céphale et Procris.
Céphale et Procris est un tableau réalisé vers 1584 par le peintre italien Paul Véronèse. De format horizontal, cette huile sur toile est une peinture mythologique qui représente Céphale et Procris à l'instant où le prince thessalien soutient son épouse, qu'il vient de transpercer d'un javelot magique, dans un accident de chasse. Vêtue d'une robe à motifs jaunes qui lui découvre les seins, la jeune femme expire au pied d'un arbre, en présence du chien Lélape.
Acquise par Diego Vélasquez pour le roi d'Espagne Philippe IV en 1641 à Venise, l'œuvre a pour pendant Vénus et Adonis, désormais dans les collections du musée du Prado, à Madrid. Achetée en 1912, elle est quant à elle conservée au musée des Beaux-Arts de Strasbourg, à Strasbourg, dans le Bas-Rhin, en France.

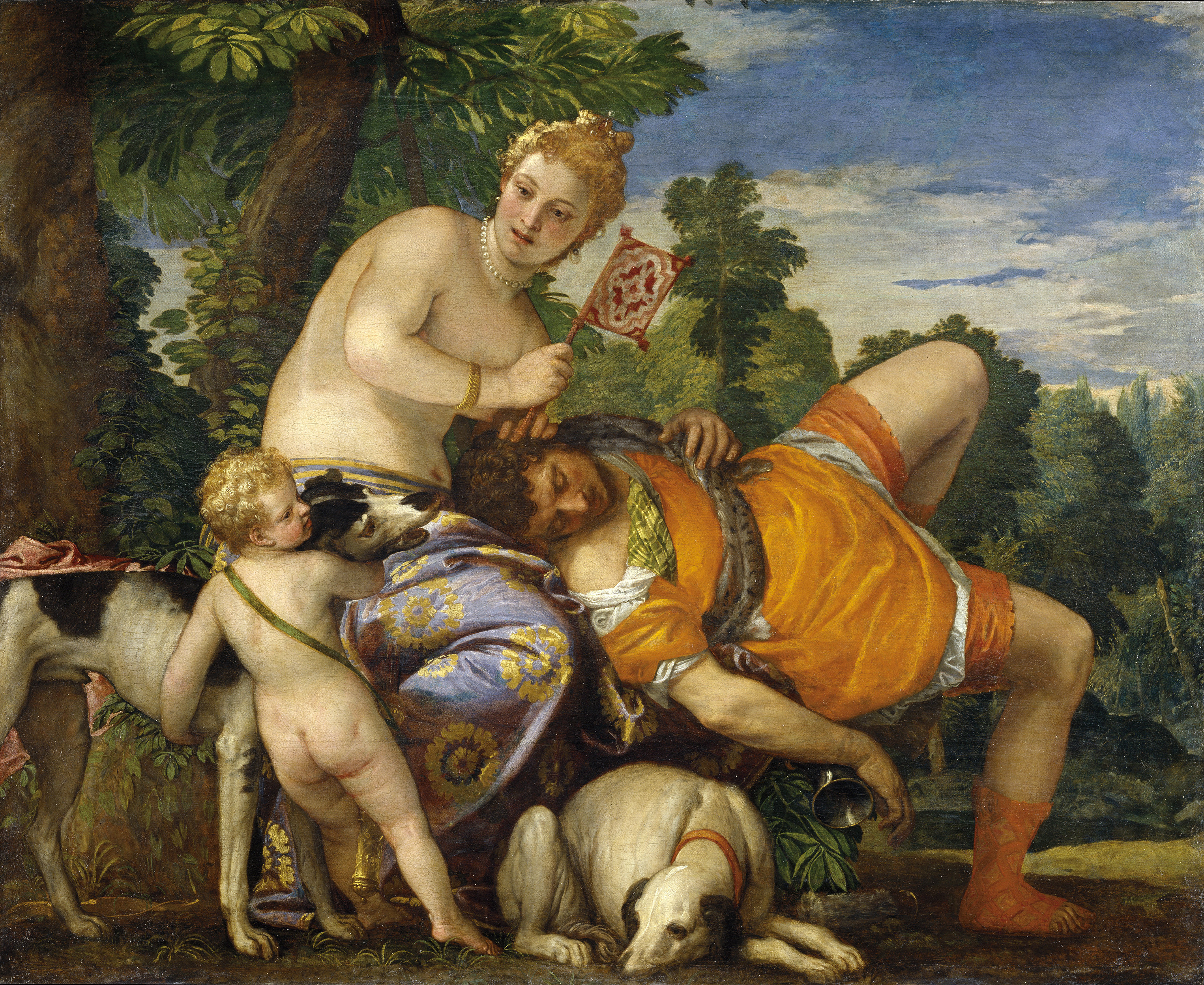
Vénus et Adonis, vers 1580 – Musée du Prado, Madrid.